# Rahasaari (ö i Birkaland)
Rahasaari är en ö i Finland. Den ligger i sjön Kyrösjärvi och i kommunen Tavastkyro i den ekonomiska regionen Tammerfors och landskapet Birkaland, i den sydvästra delen av landet, 200 km nordväst om huvudstaden Helsingfors. Öns area är 3,9 hektar och dess största längd är 290 meter i sydväst-nordöstlig riktning.